# Eleições municipais de Dourados em 1996
As eleições municipais da cidade brasileira de Dourados ocorreram no dia 3 de outubro de 1996, para eleger um prefeito, um vice-prefeito e 17 vereadores para a administração da cidade e a votação se deu em um único turno.
Os principais candidatos eram Braz Melo (PMDB) e José Elias Moreira (PTB). Melo foi eleito com 37.797 votos, enquanto seu adversário José Elias obteve 26.581 votos. Na ocasião, o prefeito era Humberto Teixeira (PRN), que terminou seu mandato em 31 de dezembro de 1996.

## Candidatos
| Nome do candidato         | Partido | N° |
| ------------------------- | ------- | -- |
| Braz Melo                 | PMDB    | 15 |
| Elecir Ribeiro Arce       | PT      | 13 |
| Hélio Bernardino          | PSC     | 20 |
| José Elias Moreira        | PTB     | 14 |
| Lori Gressler             | PPB     | 11 |
| Marcos Antônio dos Santos | Prona   | 56 |

## Resultados

### Prefeito
| Candidato(a)                      | Turno único 3 de outubro de 1996 | Turno único 3 de outubro de 1996 |
| Candidato(a)                      | Total                            | Porcentagem                      |
| --------------------------------- | -------------------------------- | -------------------------------- |
| Braz Melo (PMDB)                  | 73.543                           | 48,93%                           |
| José Elias Moreira (PTB)          | 26.581                           | 34,41%                           |
| Lori Gressler (PPB)               | 23.172                           | 10,11%                           |
| Elecir Ribeiro Arce (PT)          | 4.525                            | 5,85%                            |
| Hélio Bernardino (PSC)            | 176                              | 0,22%                            |
| Marcos Antônio dos Santos (Prona) | 0                                | <0%                              |
| → Total de votos válidos          | 76.893                           | 94,06%                           |
| → Votos em branco                 | 1.361                            | 1,66%                            |
| → Votos nulos                     | 3.495                            | 4,27%                            |
| Total                             | 81.749                           | 82,68%                           |
| Abstenções                        | 17.118                           | 17,31%                           |
| Total de inscritos                | 98.867                           | 100%                             |

#### Gráficos
| \| Turno único - Esquema Gráfico \| Turno único - Esquema Gráfico \| Turno único - Esquema Gráfico \| Turno único - Esquema Gráfico \| Turno único - Esquema Gráfico \| \| ----------------------------- \| ----------------------------- \| ----------------------------- \| ----------------------------- \| ----------------------------- \| \| \| \| \| \| \| \| Braz Melo \| Braz Melo \| \| 48,93% \| 48,93% \| \| José Elias Moreira \| José Elias Moreira \| \| 34,41% \| 34,41% \| \| Lori Gressler \| Lori Gressler \| \| 10,11% \| 10,11% \| \| Elecir Ribeiro Arce \| Elecir Ribeiro Arce \| \| 5,85% \| 5,85% \| \| Hélio Bernardino \| Hélio Bernardino \| \| 0,22% \| 0,22% \| \| Brancos e Nulos \| Brancos e Nulos \| \| 5,93% \| 5,93% \| \| Abstenções \| Abstenções \| \| 17,31% \| 17,31% \| |                     |  |        |        |
| Turno único - Esquema Gráfico |                     |  |        |        |
| |                     |  |        |        |
| Braz Melo | Braz Melo           |  | 48,93% | 48,93% |
| José Elias Moreira | José Elias Moreira  |  | 34,41% | 34,41% |
| Lori Gressler | Lori Gressler       |  | 10,11% | 10,11% |
| Elecir Ribeiro Arce | Elecir Ribeiro Arce |  | 5,85%  | 5,85%  |
| Hélio Bernardino | Hélio Bernardino    |  | 0,22%  | 0,22%  |
| Brancos e Nulos | Brancos e Nulos     |  | 5,93%  | 5,93%  |
| Abstenções | Abstenções          |  | 17,31% | 17,31% |

### Vereadores
Os eleitos foram remanejados pelo coeficiente eleitoral destinado a cada coligação. Abaixo a lista com o número de vagas e os candidatos eleitos. O ícone  indica os que foram reeleitos.
| Candidato(a)     | Partido | Votação     |      |       |
| ---------------- | ------- | ----------- | ---- | ----- |
| Candidato(a)     | Partido | Adib Massad | PMDB | 2.839 |
| Marçal Filho     | PMDB    | 2.516       |      |       |
| Joaquim Soares   | PFL     | 2.240       |      |       |
| Akira            | PSDB    | 2.204       |      |       |
| Laerte Tetila    | PT      | 1.905       |      |       |
| Manoel Dourado   | PV      | 1.717       |      |       |
| Geraldo Resende  | PSDB    | 1.500       |      |       |
| Zé Silvestre     | PSDB    | 1.468       |      |       |
| Saraiva          | PFL     | 1.444       |      |       |
| Valdemar         | PSDB    | 1.411       |      |       |
| Toninho Cruz     | PMDB    | 1.245       |      |       |
| Paulo Falcão     | PMDB    | 1.241       |      |       |
| Raufi Marques    | PFL     | 1.281       |      |       |
| Dioclécio Artuzi | PFL     | 1.224       |      |       |
| João Grandão     | PT      | 861         |      |       |
| Osmaldo Nunes    | PTB     | 640         |      |       |
| Carlinhos Cantor | PV      | 601         |      |       |